# 假花瓣蟹属
假花瓣蟹属（学名：Pseudoliomera）为扇蟹科银杏蟹亚科一個甲殼類动物的属。

## 分佈
本屬物種廣泛分佈於印度洋-太平洋海域，生活环境为海水，多见于珊瑚礁浅水中。

## 物種
- 粒掌假花瓣蟹 P. granosimana (A. Milne-Edwards, 1865)：分布于塔希提岛、土阿莫土群岛、新喀里多尼亚、圣诞岛、可可群岛、查戈斯群岛、红海、塞舌尔群岛南部以及中国大陆的西沙群岛、海南岛等地[3]。
- 赫氏假花瓣蟹 P. helleri (A. Milne-Edwards, 1865)：或作赫氏假銀杏蟹[4]，分布于澳大利亚、安汶岛、马来西亚、毛里求斯、红海，包括南中國海等海域，常栖息于水深15-35米的岩石或卵石底[5]。
- 寬身假花瓣蟹 P. lata (Borradaile, 1903)[4][6]：
- 遙遠假花瓣蟹（瑞典语：Pseudoliomera remota） P. remota (Rathbun, 1907)[4]：
- 美丽假花瓣蟹 P. speciosa (Dana, 1852)：或作美麗假銀杏蟹[4]，
- 痘粒假花瓣蟹 P. variolosa (L. A. Borradaile, 1903)：分布于夏威夷、纳塔、马尔代夫群岛[6]、东非以及中国大陆的西沙群岛等地，[1]

## 支序分類圖
根據Catalogue of Life的數據，本屬物種的支序分類圖如下：

| Pseudoliomera | \| \| 遙遠假銀杏蟹 Pseudoliomera remota \| \| \| \| \| \| 美丽假花瓣蟹 Pseudoliomera speciosa \| \| \| \| \| \| 痘粒假花瓣蟹 Pseudoliomera variolosa \| \| \| \| |
|               | \| \| 遙遠假銀杏蟹 Pseudoliomera remota \| \| \| \| \| \| 美丽假花瓣蟹 Pseudoliomera speciosa \| \| \| \| \| \| 痘粒假花瓣蟹 Pseudoliomera variolosa \| \| \| \| |
|               | 遙遠假銀杏蟹 Pseudoliomera remota |
|               | |
|               | 美丽假花瓣蟹 Pseudoliomera speciosa |
|               | |
|               | 痘粒假花瓣蟹 Pseudoliomera variolosa |
|               | |